# 颈果草属
颈果草属（学名：Metaeritrichium）是紫草科下的一个属。该属仅有颈果草（Metaeritrichium microuloides）一种，产自中国西藏和青海。